# Championnat d'échecs de Moscou
Le championnat d'échecs de Moscou est un championnat d'échecs annuel organisé depuis 1900 et qui désigne le champion de la ville de Moscou.
Le tournoi compte parmi ses vainqueurs les champions du monde Alekhine, Botvinnik, Smyslov et Petrossian ainsi que les candidats au championnat du monde Bronstein, Averbakh et Andreï Sokolov.

## Palmarès

### Multiples vainqueurs
5 titres
- David Bronstein (en 1946, 1953, 1957, 1961 et 1968)
- Ievgueni Vassioukov (en 1955, 1958, 1960, 1972 et 1978)

3  titres
- Nikolaï Grigoriev (en 1921-1922, 1922-1923 et 1924)
- Nikolaï Rioumine (en 1931, 1933-1934 et 1935)
- Sergueï Belavenets (en 1932, 1937 et 1938)
- Vassily Smyslov (en 1938, 1942 et 1944-1945)
- Youri Averbakh (en 1949, 1950 et 1962)
- Tigran Petrossian (en 1951, 1956 et 1968)
- Ievgueni Vorobiov (en 1999, 2009 et 2025)

2 titres
- Vladimir Nenarokov (en 1900 et 1908)
- Alekseï Gontcharov (en 1901 et 1908)
- Nikolaï Zoubarev (en 1927 et 1930)
- Vladimir Alatortsev (en 1936 et 1937)
- Nikolaï Bakouline (en 1964 et 1966)
- Karen Grigorian (en 1975 et 1979)
- Mikhaïl Tseitline (en 1976 et 1977)
- Valentin Arbakov (en 1981 et 2001)
- Alekseï Vyjmanavine (en 1984 et 1986)
- Aleksandr Roustemov (en 1995 et 1997)
- Ievgueni Naïer (en 1998 et 2003)
- Boris Savtchenko (en 2008 et 2016)
- Nikolaï Tchadaïev (en 2010 et 2011)
- Dmitri Gordievski (en 2013 et 2017)
- Ivan Popov (en 2012 et 2019)
- Nikita Afanassiev (en 2022 et 2023)
- Vladimir Zakhartsov (en 2021 et 2024)

### 1899–1902 et 1908-1913
Le premier championnat de Moscou officiel fut un match entre Aleksandr Solovtsov et Boris P. Grigoriev. Les championnats suivants furent des tournois. 
Le championnat de 1901 était le championnat du club d'échecs de Moscou auquel dix joueurs participaient. Au championnat de la ville de Moscou de 1902, participaient sept joueurs qui disputèrent cinq rondes. 
Le championnat de 1908 était un tournoi à quatre tours entre quatre joueurs (Nenarokov, Blumenfeld, Gontcharov et Douz-Khotimirski). Le championnat de 1911 avait 15 participants.
| Année | Vainqueur(s)                    | Deuxième(s)                      |
| ----- | ------------------------------- | -------------------------------- |
| 1899  | Aleksandr Solovtsov             | Boris Grigoriev                  |
| 1900  | Vladimir Nenarokov              |                                  |
| 1901  | Alekseï Gontcharov Raphaïl Falk |                                  |
| 1902  | Vladimir Boïarkov               | Alekseï Gontcharov S. Nazarovski |
|       |                                 |                                  |
|       |                                 |                                  |
| 1908  | Vladimir Nenarokov              | Benjamin Blumenfeld              |
| 1909  | Alekseï Gontcharov              |                                  |
| 1911  | Ossip Bernstein                 | Alekseï Selesnieff               |
| 1913  | Piotr Iourdanski                |                                  |

### 1919–1947
Après le tournoi de 1922-1923, Grigoriev annula un match avec Nienarokov (+5 -5 =3) et un match contre Zoubarev (+5 -5 =0). En 1924, Grigoriev perdit un autre match contre Nenarokov (+4 -6 =4).
| Éd. | Année     | Vainqueur(s)                                 | Deuxième(s)                                   |
| --- | --------- | -------------------------------------------- | --------------------------------------------- |
| 1 | 1919-1920 | Alexandre Alekhine                           | Nikolaï Grekov                                |
| 2 | 1920-1921 | Josef Cukierman                              | Nikolaï Grigoriev                             |
| 3 | 1921-1922 | Nikolaï Grigoriev                            | Nikolaï Pavlov-Planov                         |
| 4 | 1922–1923 | Nikolaï Grigoriev.                           | Nikolaï Tselikov                              |
| 5 | 1924      | Nikolaï Grigoriev                            | Boris Verlinski                               |
| 6 | 1925      | Aleksandr Sergueïev                          | Benjamin Blumenfeld Boris Verlinski           |
| 7 | 1926      | Abram Rabinovitch                            | Nikolaï Zoubarev                              |
| 8 | 1927      | Nikolaï Zoubarev                             | Nïkolaï Pavlov-Planov Khrisogon Kholodkevitch |
| 9 | 1928      | Boris Verlinski                              | Vladimir Nenarokov                            |
| 10 | 1929      | Vassili Panov                                | Nikolaï Rioumine                              |
| Après le tournoi de 1929, Panov perdit son titre dans un match défi lancé contre Grigoriev en 1929 (+3 -6 =3). |           |                                              |                                               |
| 11 | 1930      | Nikolaï Zoubarev                             | Nikolaï Rioumine                              |
| 12 | 1931      | Nikolaï Rioumine                             | Ilia Kan                                      |
| 13 | 1932      | Sergueï Belavenets, A. Orlov Sergueï Lebedev |                                               |
| 14 | 1933-1934 | Nikolaï Rioumine                             | Issaak Mazel Mikhaïl Ioudovitch               |
| 15 | 1935      | Nikolaï Rioumine                             | Vassili Panov                                 |
| 16 | 1936      | Vladimir Alatortsev Ilia Kan                 |                                               |
| 17 | 1937      | Vladimir Alatortsev Sergueï Belavenets       |                                               |
| 18 | 1938      | Sergueï Belavenets Vassily Smyslov           |                                               |
| 19 | 1939-1940 | Andor Lilienthal                             | Vassili Panov Vassily Smyslov                 |
| 20 | 1941      | Alexandre Kotov                              | Sergueï Belavenets                            |
| 21 | 1941-1942 | Issaak Mazel                                 | Vladimirs Petrovs                             |
| 22 | 1942      | Vassily Smyslov                              | Issaak Boleslavski                            |
| 23 | 1943-1944 | Mikhaïl Botvinnik                            | Vassily Smyslov                               |
| 24 | 1944-1945 | Vassily Smyslov                              | Viatcheslav Ragozine                          |
| 25 | 1946      | David Bronstein                              | Vladimir Simaguine                            |
| 26 | 1947      | Vladimir Simaguine (après départage)         | David Bronstein Grigori Ravinski              |

### 1949–1991
| Édition Année | Édition Année  | Vainqueur(s)                                    | Deuxième(s)                                                                     |
| ------------- | -------------- | ----------------------------------------------- | ------------------------------------------------------------------------------- |
| 27            | 1949           | Youri Averbakh                                  | Andor Lilienthal                                                                |
| 28            | 1950           | Youri Averbakh Aleksandr Tchistiakov            |                                                                                 |
| 29            | 1951           | Tigran Petrossian                               | Vladimir Zagorovski                                                             |
| 30            | 1952           | Vladimir Zagorovski                             | Aleksandr Kotov Vladimir Antochine Vladimir Simaguine                           |
| 31            | 1953           | David Bronstein                                 | Andor Lilienthal Vladimir Simaguine                                             |
| 32            | 1954           | Vladimir Soloviev                               | Iossif Vatnikov Aleksandr Konstantinopolski Aleksandr Nikitine Grigori Ravinski |
| 33            | 1955           | Ievgueni Vassioukov                             | Salo Flohr                                                                      |
| 34            | 1956           | Tigran Petrossian (après un match de départage) | Vladimir Simaguine                                                              |
| 35            | 1957           | David Bronstein                                 | Ievgueni Vassioukov                                                             |
| 36            | 1958           | Ievgueni Vassioukov                             | Vladimir Simaguine                                                              |
| 37            | 1959           | Vladimir Simaguine                              | Vladimir Liberzon                                                               |
| 38            | 1960           | Ievgueni Vassioukov                             | Leonid Chamkovitch                                                              |
| 39            | 1961           | David Bronstein (après un match de départage)   | Leonid Chamkovitch                                                              |
| 40            | 1962           | Youri Averbakh Ievgueni Vassioukov              |                                                                                 |
| 41            | 1963           | Anatoli Bikhovski                               | Abram Khassine                                                                  |
| 42            | 1964           | Nikolaï Bakouline                               | Leonid Chamkovitch (ex æquo)                                                    |
| 43            | 1965           | Lev Aronine                                     | Felix Igniatiev                                                                 |
| 44            | 1966           | Nikolaï Bakouline                               | Felix Igniatiev                                                                 |
| 45            | 1967           | Anatoli Volovitch                               | Jakov Estrine (163 joueurs)                                                     |
| 46            | 1968           | David Bronstein Tigran Petrossian               |                                                                                 |
| 47            | 1970 (janvier) | Igor Zaïtsev                                    | Anatoli Volovitch                                                               |
| 48            | 1970           | Iouri Balachov                                  | Youri Averbakh Igor Zaïtsev                                                     |
| 49            | 1971           | Anatoli Lein (après départage)                  | V. Baïkov Youri Kotkov                                                          |
| 50            | 1972           | Ievgueni Vassioukov                             | Alekseï Souétine Ratmir Kholmov                                                 |
| 51            | 1973           | Mark Dvoretski                                  | Anatoli Lein                                                                    |
| 52            | 1974           | Boris Gulko                                     | Iouri Balachov                                                                  |
| 53            | 1975           | Karen Grigorian                                 | V. Tchekhov V. Mouratov                                                         |
| 54            | 1976           | Sergueï Makarytchev Mikhaïl Tseitline           |                                                                                 |
| 55            | 1977           | Mikhaïl Tseitline                               | Y. Goutop Sergueï Dolmatov                                                      |
| 56            | 1978           | Ievgueni Vassioukov                             | Iouri Razouvaïev                                                                |
| 57            | 1979           | Karen Grigorian                                 | B. Chpilker                                                                     |
| 58            | 1980           | Anatoli Kremenetski                             | Valentin Arbakhov                                                               |
| 59            | 1981           | Valentin Arbakov Andreï Sokolov                 |                                                                                 |
| 60            | 1982           | David Bronstein Noukhim Rachkovski              |                                                                                 |
| 61            | 1983           | Ievgueni Svechnikov Sergueï Makarytchev         |                                                                                 |
| 62            | 1984           | Alekseï Vyjmanavine                             | Boris Goulko Ievgueni Vassioukov                                                |
| 63            | 1985           | Sergueï Gorelov                                 | Iouri Dokhoïan                                                                  |
| 64            | 1986           | Alekseï Vyjmanavine Alekseï Kouzmine            |                                                                                 |
| 65            | 1987           | Ratmir Kholmov                                  | Iouri Naoukhim                                                                  |
| 66            | 1988           | Gueorgui Timochenko (après départage)           | Alekseï Kouzmine Sergueï Gorelov                                                |
| 67            | 1989           | Ievgueni Bareïev                                | Michal Krasenkow Igor Glek Valentin Arbakhov                                    |
| 68            | 1990           | Ievgueni Dragomaretski                          | O. Nikolenko                                                                    |
| 69            | 1991           | Ievgueni Malioutine                             |                                                                                 |

### Depuis 1992
| Année | Vainqueur(s)          | Notes                                                      |
| ----- | --------------------- | ---------------------------------------------------------- |
| 1992  | Aleksandr Morozevitch | au départage devant Alekseï Gavrilov                       |
| 1993  | Ilia Frog             |                                                            |
| 1994  | Alekseï Mitenkov      | Système suisse devant Viktor Ivanov et Maksim Notkine      |
| 1995  | Aleksandr Roustemov   |                                                            |
| 1996  | Iouri Iakovitch       |                                                            |
| 1997  | Aleksandr Roustemov   |                                                            |
| 1998  | Ievgueni Naïer        |                                                            |
| 1999  | Ievgueni Vorobiov     |                                                            |
| 2000  | Vladimir Kossyrev     |                                                            |
| 2001  | Valentin Arbakov      |                                                            |
| 2002  | Andreï Kharitonov     | bat en finale Naïer                                        |
| 2003  | Ievgueni Naïer        | bat Malakhov en finale                                     |
| 2004  | Farroukh Amonatov     | Tournoi à élimination directe                              |
| 2005  | Sergueï Grigoriants   |                                                            |
| 2006  | Aleksandr Riazantsev  | ex æquo avec Dmitri Iakovenko Sergueï Grigoriants          |
| 2007  | Vladimir Belov        | au départage devant Boris Gratchev                         |
| 2008  | Boris Savtchenko      | devant Vorobiov                                            |
| 2009  | Ievgueni Vorobiov     | devant Kounine et B. Savtchenko                            |
| 2010  | Nikolaï Tchadaïev     | au départage ex æquo avec Grigoriants Rytchagov et Novikov |
| 2011  | Nikolaï Tchadaïev     | au départage devant Sergueï Grigoriants                    |
| 2012  | Ivan Popov            | devant Daniil Doubov                                       |
| 2013  | Dmitri Gordievski     | devant Iouri Elisseïev                                     |
| 2014  | Vladimir Beloous      | devant Andreï Stoupokine                                   |
| 2015  | Iouri Elisseïev       | au départage devant David Paravian                         |
| 2016  | Boris Savtchenko      | devant E. Vorobiov et M. Mojarov                           |
| 2017  | Dmitri Gordievski     | devant Alekseï Sarana                                      |
| 2018  | Klementi Sytchev      | devant A. Moskalenko, E. Vorobiov et I. Popov              |
| 2019  | Ivan Popov            | devant A. Galaktionov                                      |
| 2020  | Mikhaïl Antipov       | devant G. Aprychko                                         |
| 2021  | Vladimir Zakhartsov   | devant G. Doudine et A. Galaktionov                        |
| 2022  | Nikita Afanassiev     | au départage devant Ivan Eletski et Vladimir Zakhartsov    |
| 2023  | Nikita Afanassiev     | Vladimir Zakhartsov Arsen Koukhmazov                       |
| 2024  | Vladimir Zakhartsov   | au départage devant Dmitri Lavrik                          |
| 2025  | Ievgueni Vorobiov     |                                                            |